# Wembley Central állomás
A Wembley Central a londoni metró és az Overground egyik állomása a 4-es zónában, a Bakerloo line és a Watford DC Line érinti.

## Története
Az állomást 1842-ben adták át Sudbury néven. 1882. május 1-jétől Sudbury & Wembley, 1910. november 1-jétől Wembley for Sudbury, 1948. július 5-étől Wembley Central nevet viseli. A Bakerloo line 1917. április 16-ától érinti az állomást.

## Forgalom
| Járat | Útvonal | Gyakoriság    |
| ----- | --- | ------------- |
|       | Harrow & Wealdstone – Kenton – South Kenton – North Wembley – Wembley Central – Stonebridge Park – Harlesden – Willesden Junction – Kensal Green – Queen’s Park – Kilburn Park – Maida Vale – Warwick Avenue – Paddington – Edgware Road – Marylebone – Baker Street – Regent’s Park – Oxford Circus – Piccadilly Circus – Charing Cross – Embankment – Waterloo – Lambeth North – Elephant & Castle | 10 percenként |
|       | Watford Junction – Watford High Street – Bushey – Carpenders Park – Hatch End – Headstone Lane – Harrow & Wealdstone – Kenton – South Kenton – North Wembley – Wembley Central – Stonebridge Park – Harlesden – Willesden Junction – Kensal Green – Queen’s Park – Kilburn High Road – South Hampstead – Euston                                                                                      | 20 percenként |

## Átszállási kapcsolatok
| Állomás         | Átszállási kapcsolatok                                                 |
| --------------- | ---------------------------------------------------------------------- |
| Wembley Central | National Rail (Wembley Central) Helyi buszok (Wembley Central Station) |

## Fordítás
- Ez a szócikk részben vagy egészben  a   Wembley Central station című angol Wikipédia-szócikk fordításán alapul.  Az eredeti cikk szerkesztőit annak laptörténete sorolja fel. Ez a jelzés csupán a megfogalmazás eredetét és a szerzői jogokat jelzi, nem szolgál a cikkben szereplő információk forrásmegjelöléseként.